# Njegoš Kupusović
Njegoš Kupusović (in serbo Његош Купусовић?; Bijeljina, 22 febbraio 2001) è un calciatore serbo, attaccante del Sabah.

## Carriera

### Club
Cresciuto nel settore giovanile della Stella Rossa, il 20 giugno 2019 viene ceduto in prestito all'Erzgebirge Aue,; esordisce fra i professionisti il 31 maggio 2020, in occasione dell'incontro di 2. Bundesliga perso per 3-0 in casa dell'Heidenheim. Realizza la sua prima rete con la squadra il 17 giugno successivo, nell'incontro perso per 1-2 contro il Bochum. Conclude la sua prima stagione da giocatore con 3 presenze e una rete all'attivo. Il 24 agosto 2020 viene acquistato a titolo definitivo dall'Eintracht Braunschweig, altro club della seconda divisione tedesca. Nel 2021 viene ceduto al Türkgücü, in 3. Liga. Tuttavia, non riesce a disputare alcun incontro ufficiale e poco dopo si trasferisce agli slovacchi dell'AS Trenčín, militanti nella massima divisione locale.

### Nazionale
Ha rappresentato le nazionali giovanili serbe Under-17 ed Under-18.

## Statistiche

### Presenze e reti nei club
Statistiche aggiornate al 1º ottobre 2022.
| Stagione        | Squadra                | Campionato      | Campionato | Campionato | Coppe nazionali | Coppe nazionali | Coppe nazionali | Coppe continentali | Coppe continentali | Coppe continentali | Altre coppe | Altre coppe | Altre coppe | Totale | Totale |
| Stagione        | Squadra                | Comp            | Pres       | Reti       | Comp            | Pres            | Reti            | Comp               | Pres               | Reti               | Comp        | Pres        | Reti        | Pres   | Reti   |
| --------------- | ---------------------- | --------------- | ---------- | ---------- | --------------- | --------------- | --------------- | ------------------ | ------------------ | ------------------ | ----------- | ----------- | ----------- | ------ | ------ |
| 2019-2020       | Erzgebirge Aue         | 2L              | 3          | 1          | CG              | 0               | 0               |                    | -                  | -                  |             | -           | -           | 3      | 1      |
| 2020-2021       | Eintracht Braunschweig | 2L              | 6          | 0          | CG              | 0               | 0               |                    | -                  | -                  |             | -           | -           | 6      | 0      |
| 2021-2022       | AS Trenčín             | SL              | 13         | 8          | CS              | 3               | 0               |                    | -                  | -                  |             | -           | -           | 16     | 8      |
| 2022-2023       | AS Trenčín             | SL              | 12         | 0          | CS              | 1               | 0               |                    | -                  | -                  |             | -           | -           | 13     | 0      |
| Totale carriera | Totale carriera        | Totale carriera | 34         | 9          |                 | 4               | 0               |                    | -                  | -                  |             | -           | -           | 38     | 9      |

## Palmarès

### Club

#### Competizioni nazionali
- Coppa d'Azerbaigian: 1

Sabah: 2024-2025